# Јован Вучуровић
Јован Јоле Вучуровић (Никшић, 7. јун 1973) црногорски и српски је професор књижевности, новинар и политичар. Члан је Председништва и Главног одбора Нове српске демократије и посланик Скупштине Црне Горе. Предсједник је Извршног одбора Нове српске демократије.

## Биографија
Јован Вучуровић је рођен 7. јуна 1973. године у Никшићу. Ту је завршио основну школу, а затим средњу школу у Подгорици. Завршио је студије на Одсеку за српски језик и књижевност Филозофског факултета Универзитета Црне Горе.
Радио је као новинар на Радио телевизији Никшић, а био је и уредник листа Глас Црногорца. Бавио се и музиком у локалном панк-рок саставу Друштво скривених талената. Писао је и музичке критике.
Био је члан Председништва, Извршног одбора и Главног одбора Српске народне странке, у којој је претходно био и председник Клуба младих. Као кандидат СНС-а је био изабран за одборника Скупштине општине Никшић. Од 2004. до јануара 2009. године је био шеф Информативне службе Српске народне странке.
Од оснивања Нове српске демократије до 2017. године је био њен портпарол. Члан је Главног одбора и Председништва Нове српске демократије.
Као посланик Скупштине Црне Горе, изабран на листи Демократског фронта, обавља дужност председника скупштинског Одбора за људска права и слободе, а члан је и Одбора за политички систем, правосуђе и управу.
Вучуровић је члан Удружења књижевника Црне Горе и члан Удружења новинара Црне Горе. 
Своју збирку пјесама "Пролази полако..." издао је 2021. године.